# Derek Cianfrance
Derek Cianfrance (Lakewood, 23 gennaio 1974) è un regista e sceneggiatore statunitense.

## Biografia
Nato in Colorado nel 1974, è cresciuto a Lakewood, un sobborgo di Denver, secondo di tre figli. Poco più che adolescente inizia a mostrare interesse per il cinema, iniziando a girare piccoli filmati, utilizzando una videocamera in prestito dalla biblioteca locale e ricorrendo alla sua famiglia come cast. Nel 1993 si diploma alla Green Mountain High School e successivamente frequenta l'Università del Colorado a Boulder, studiando cinema sotto l'insegnamento di cineasti come Stan Brakhage e Phil Solomon.
All'età di 23 anni dirige il suo primo lungometraggio Brother Tied, scritto in collaborazione con il suo compagno di studi Joey Curtis e presentato al Sundance Film Festival 1998 e ad altri festival internazionali. Il film non viene però distribuito nelle sale cinematografiche, in quanto i vari distributori misero in dubbio la redditività commerciale della pellicola. Negli anni seguenti inizia a realizzare documentari televisivi, collaborando con la società di produzione newyorkese Radical Media, per cui dirige il documentario Shots in the Dark. Inoltre ha realizzato documentari per MTV e VH1, tra cui Run-D.M.C. and Jam Master Jay: The Last Interview e Black and White: A Portrait of Sean Combs sui musicisti Run DMC e Sean Combs. Nel 2003 cura la fotografia del film indipendente Streets of Legend, diretto dall'amico Joey Curtis. Il film viene presentato al Sundance Film Festival, dove Cianfrance vince il Cinematography Award e ottiene una candidatura agli Independent Spirit Awards dell'anno seguente.
Nel 2003 Cianfrance conosce l'attrice Michelle Williams e successivamente Ryan Gosling; ad entrambi presenta la sceneggiatura del suo secondo lungometraggio, Blue Valentine, considerandoli come protagonisti del progetto. Ma la produzione del film trova vari ostacoli, tra cui vari problemi finanziari e il progetto viene sospeso. Nel 2006 Cianfrance presenta la sua sceneggiatura al Chrysler Film Project, un programma pubblico in collaborazione con l'Independent Filmmaker Project che mette in palio un milione di dollari per il vincitore. Cianfrance vince e il denaro viene utilizzato per finanziare il suo film. Blue Valentine viene presentato in concorso al Sundance Film Festival 2010 e i diritti di distribuzione vengono acquistati da un'importante società distributrice come la The Weinstein Company. Il film viene distribuito nelle sale nel 2010, vincendo diversi premi e facendo guadagnare alla sua protagonista, Michelle Williams, una nomination all'Oscar come miglior attrice.
Nel 2012 dirige il suo terzo film, Come un tuono, in cui l'interprete principale è nuovamente Ryan Gosling, questa volta affiancato da Bradley Cooper, Eva Mendes e Rose Byrne. Il film fu un buon successo al botteghino, incassando complessivamente 35 milioni di dollari a fronte di un budget di 15 milioni. Nel 2014 inizia tra la Nuova Zelanda e l'Australia le riprese del suo quarto film, La luce sugli oceani, con protagonisti Michael Fassbender, Rachel Weisz e Alicia Vikander.

## Vita privata
Cianfrance è sposato con la collega regista Shannon Plumb.

## Filmografia

### Regista e sceneggiatore
- Brother Tied (1998)
- Blue Valentine (2010)
- Come un tuono (The Place Beyond the Pines) (2012)
- La luce sugli oceani (The Light Between Oceans) (2016)
- Un volto, due destini - I Know This Much Is True (I Know This Much Is True) – miniserie TV, 6 puntate (2020)

### Solo sceneggiatore
- Sound of Metal, regia di Darius Marder (2019) - soggetto

### Produttore esecutivo
- Sound of Metal, regia di Darius Marder (2019)
- Un volto, due destini - I Know This Much Is True (I Know This Much Is True) – miniserie TV, 6 puntate (2020)

### Direttore della fotografia
- Brother Tied (1998)
- Streets of Legend, regia di Joey Curtis (2003)

### Montatore
- Brother Tied (1998)

## Riconoscimenti
- Premio Oscar
  - 2021 – Candidatura per la migliore sceneggiatura originale per Sound of Metal (condiviso con Darius Marder e Abraham Marder)

- Festival di Cannes
  - 2010 – Candidatura per la Palma d'oro per Blue Valentine
  - 2010 – Candidatura per la Caméra d'or per Blue Valentine

- Independent Spirit Awards
  - 2004 – Candidatura per la miglior fotografia per Streets of Legend

- Mostra internazionale d'arte cinematografica
  - 2016 – Candidatura per il Leone d'oro al miglior film per La luce sugli oceani